# Kym Carter
Lelia Kymberly „Kym“ Carter, nach Heirat Kym Carter-Begel (* 12. März 1964 in Inglewood) ist eine US-amerikanische Siebenkämpferin. Die 1,88 m große und 80 kg schwere Athletin feierte ihre größten Erfolge bei Weltmeisterschaften in der Halle.
- 1995 in Barcelona gewann sie mit 4632 Punkten die Silbermedaille. Vor und hinter ihr rangierten zwei Russinnen: Swetlana Moskalez (Gold mit 4834 Pkt.) und Irina Tjuchai (Bronze mit 44622 Pkt.).
- 1997 in Paris konnte sie mit 4627 Punkten ihre Leistung von Barcelona nahezu wiederholen und wurde dafür mit Bronze hinter den beiden deutschen Teilnehmerinnen Sabine Braun (Gold mit 4780 Pkt.) und Mona Steigauf (Silber mit 4681 Pkt.) belohnt.

Bei Freiluft-Weltmeisterschaften konnte sie zwar keine Medaille gewinnen, schlug sich jedoch mit den Plätzen 6 (1993 in Stuttgart) und 5 (1995 in Göteborg) sehr achtbar.
Im Jahr 1992 nahm sie an den Olympischen Spielen in Barcelona teil und belegte Platz 11.